# 海盆
海盆（英語：Oceanic basin）在海洋學上可以指被海水覆蓋的所有地方，但在地質學上，海盆則是指位於海底的盆地，它的水深比起周圍地區深。以下所稱的海盆，皆指地質學上的海盆。
地質學上，海底還有許多其他不屬於海盆的地貌特徵，如大陆架、深海沟，以及海底山脈（例如中洋脊、夏威夷-天皇海山链）；然而海洋學上，海盆還包含大陸棚、内海。

## 主要的海盆
- 北极海盆
- 阿拉伯海盆
- 阿根廷海盆
- 阿留申海盆